# Кон, Феликс Яковлевич
Фе́ликс Я́ковлевич Кон (18 [30] мая 1864, Варшава — 28 июля 1941, Москва) — российский и польский революционер, член Польревкома, один из организаторов МОПРа, учёный-этнограф, редактор, публицист. Член Союза писателей СССР с 1934 года.

## Биография

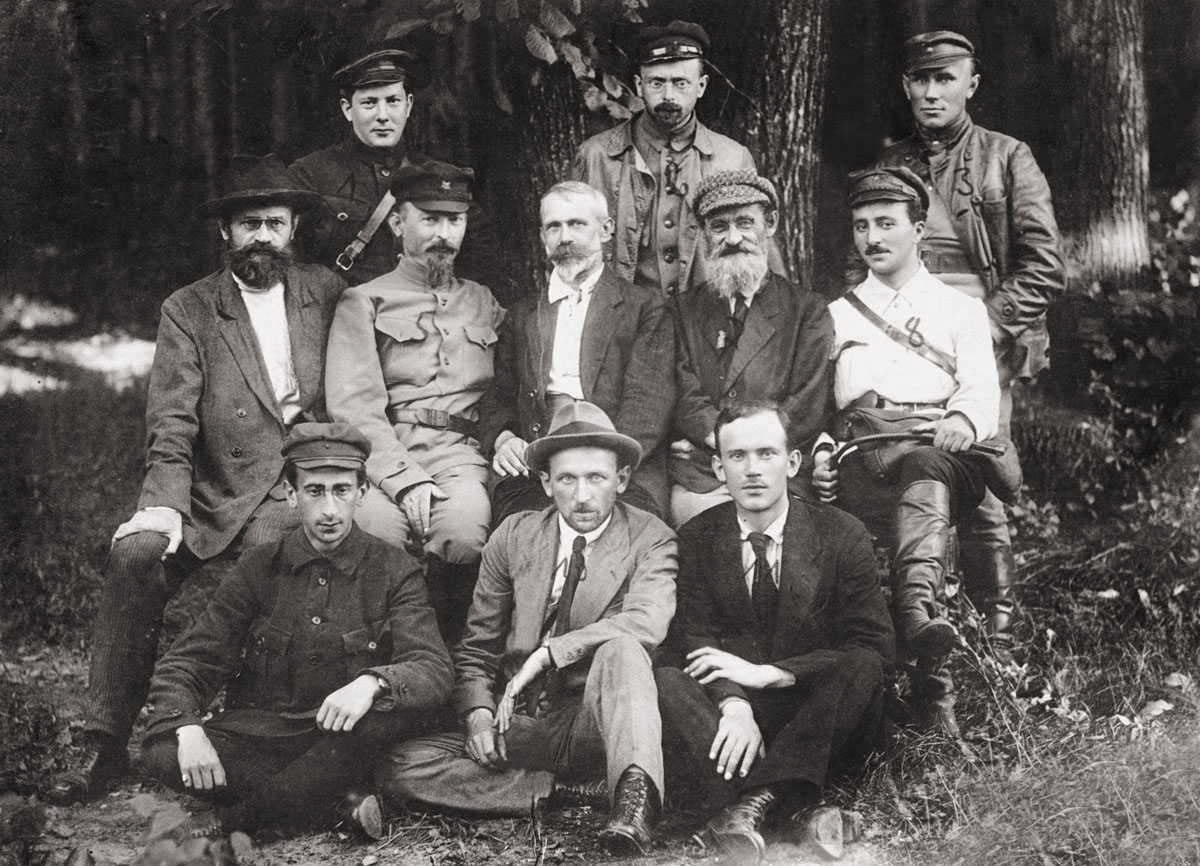
Члены Полревкома. 1920 г. Ф. Я. Кон в среднем ряду, второй справа

Родился в ассимилированной еврейской купеческой семье. Впоследствии сам Кон вспоминал о своём детстве:
Шестилетним мальчиком я мечтал о том, чтобы стать вождём повстанцев, драться за отчизну и освободить Польшу от «москалей» и «швабов».
Учился во II Варшавской гимназии. Участвовал в гимназическом социалистическом кружке. После окончания гимназии поступил в Варшавский университет. Во время учёбы в университете стал членом польской социалистической партии «I Пролетариат». Контактировал с народнической организацией «Народная воля».

### Каторга и ссылка
В 1884 году был арестован и приговорён к 10 годам каторги.
В 1886 году был доставлен в Нижне-Карийскую тюрьму. В 1889 году после телесных наказаний и смерти на Карийской каторге политкаторжанки Н. К. Сигиды (Малаксиано) и последовавшим за этим рядом самоубийств женщин-политкаторжан Феликс Кон выступил инициатором отравлений в мужской тюрьме политзаключённых. Протестуя против применения к политическим узникам телесных наказаний, он в числе 16 мужчин-политзаключённых принял яд, но выжил. Двое умерло, некоторые выжившие принимали яд повторно, но безрезультатно, поскольку препараты были просроченными. Всего в результате Карийской трагедии погибло шестеро человек (Н. Сигида (Малаксиано), М. Калюжная, М. Ковалевская, Н. Смирницкая, С. Бобохов, И. Калюжный). На Карийской каторге Кон пробыл до 1891 года.
По окончании срока каторги был обращён на поселение в село Чурапча в 150 километрах от Якутска. В январе 1892 года оформил брак с Х. Г. Гринберг, участницей процесса «17-ти». За участие в протестах ссыльных отправлен на поселение в Намский улус.
С 1895 года по 1897 год жил в Иркутске, где по приглашению редактора И. И. Попова принимал участие в редакционной коллегии «Восточного обозрения». В июне 1897 переехал в посёлок Балаганск, где занимался изучением быта, обычаев и фольклора местных жителей. Написал очерки «Под дамокловым мечом», «Не по тому пути». С 1897 по 1904 год жил в Минусинске под надзором полиции. В 1897 году познакомился с В. И. Лениным, в 1898 году — с Н. К. Крупской.

### Научная деятельность
В ссылке Ф. Я. Кон занимался исследованиями коренного и русского старожильческого населения Сибири. В 1892 году провёл надворную перепись в Хатын-Арынском селении. Эти материалы использовались при подготовке реформы крестьянского управления в Якутской области.
В 1894 году, несмотря на отказ властей, участвовал в экспедиции Сибирякова для изучения населения Якутской области. Проводил антропологические исследования. В Минусинске проводил этнографические исследования хакасов и тувинцев, работал в архиве Минусинского краеведческого музея.
В 1899 году с помощью Восточносибирского отдела РГО организовал экспедицию для изучения сойотов. В Туве собирал экспонаты для Этнографического отдела Русского музея в Санкт-Петербурге. Изучал архив Усинского пограничного управления.

### После ссылки
После окончания срока ссылки в 1904 году вернулся в Варшаву и активно занялся политической деятельностью. Примкнул к оппозиции в Польской социалистической партии. Был редактором партийной легальной газеты «Курьер Цодзенный», принимал участие в редактировании нелегального «Работника». С 1906 года Кон был членом ЦК ППС, участвовал в работе Петербургского совета рабочих депутатов во время революции 1905—1907 годов. На съезде ППС в 1906 вместе с другими добился исключения Пилсудского из партии, что привело к её расколу. После раскола ППС избран председателем ППС—левицы.
В 1906 году был арестован на митинге на заводе. Был отпущен до суда на поруки и бежал в австрийскую Галицию. С 1907 года по 1917 год находился в эмиграции. Галицийская часть ППС возглавлялась сторонником Пилсудского Игнацыем Дашинским, и к Кону, принадлежавшему к соперничающей фракции относились с подозрением и не подпускали к работе.
Кон работал директором рабочей больничной кассы в Дрогобыче и Бориславе, был избран в местный, а затем областной комитет ПСДП.
После начала первой мировой войны Кон в ноябре 1914 года перебрался в Швейцарию, где примыкал к циммервальдистам.

### В советской России
Вернулся в Россию в мае 1917 года, после Февральской революции, проехав через Германию в т. н. «пломбированном вагоне».
В 1918 году вступил в РКП(б), с зачётом партстажа с 1906 года. С 1917 комиссар Харьковской губ. по польским делам, затем член коллегии НКИД УССР, Польского бюро при ЦК РКП(б), Оргбюро по созыву 1 съезда КП Украины, председатель Галицкого оргкомитета КПУ. В 1918 году редактировал журнал «Колосья». В том же 1918 году вошёл в особую комиссию во главе с большевиком Мануильским, неосторожно пообещавшим пересмотреть все дела киевской ЧК. Комиссия работала всего 5-6 дней, сколько-нибудь серьёзных контрреволюционных дел она старалась не касаться. Несколько человек были освобождены. Двенадцать человек были освобождены по болезни, чего никогда не делалось раньше. Молоденькую девушку-польку, по-видимому, поразившую Кона своим детским открытым личиком, Кон взял как бы на поруки. Вскоре Мануильский и Кон перестали ездить в тюрьмы.
В 1919 году в Киеве руководил польской организацией и редактировал польскоязычную газету «Голос Коммуниста». После занятия Украины белой армией Деникина переехал в Москву, где был членом коллегии Наркомпроса. В 1920 году был членом Польревкома. 14 февраля 1921 года вместе с Ю. М. Коцюбинским, как представители УССР, подписали первый мирный договор Советской Украины — с Литвой. В марте-декабре 1921 ответственный секретарь ЦК КПУ. Затем работал начальником Политуправления Украинской Красной Армии, редактором «Рабочей газеты». В 1922—1923 годах — секретарь ИККИ.
С 8 июня по 7 августа 1922 года выступал в качестве защитника «второй группы обвиняемых» на показательном процессе партии социалистов-революционеров.
В 1925—1928 годах Кон был редактором газеты «Красная звезда».
С 1928 — редактор «Рабочей газеты», в 1928—1930 гг. — главный редактор её приложения — журнала «Мурзилка».
В 1930-е годы занимал различные должности в советском и партийном аппарате: в 1930—1931 — заведующий сектором искусств Наркомпроса РСФСР, в 1931—1933 — 1-й председатель Всесоюзного комитета по радиовещанию при Народном комиссариате почт и телеграфов СССР, с 1933 заведующий музейным отделом Наркомпроса РСФСР.
В 1933-1937 годах был главным редактором журнала «Советский музей».
26 января—10 февраля 1934 года делегат XVII съезда ВКП(б) с совещательным голосом.
В 1937—1941 — редактор журнала «Наша страна».
Автор исторических и мемуарных работ (Кон Ф. Я. За 50 лет. М., 1932—1934. Т. 1 — 3).
Скончался 28 июля 1941 года во время эвакуации из Москвы.

## Семья
Жена — Христина Григорьевна Гринберг

Дети:
- Дочь Елена (в замужестве Усиевич; 1893—1968) — советский литературный критик, заместитель директора Института литературы и искусства Коммунистической академии.
- Дочь Лидия (1896-?) — литературный критик, переводчица (в частности, переводила с немецкого сказки бр. Гримм).
- Сын Александр (1897—1941) — советский экономист, доктор экономических наук, профессор (1935), специалист по экономической теории К. Маркса, политической экономии и теории советского хозяйства. Погиб на фронте при обороне Москвы.

## Труды
- «Физиологические и биологические данные о якутах (антропологический очерк)», Минусинск. 1899;
- «Усинский край». Записки Красноярского подотдела Восточносибирского отдела имп. Русского географического общества. Т. II, вып. 1. Красноярск, 1914;
- «Исторический очерк Минусинского местного музея за 25 лет. 1877—1902». Казань, 1902.
- «Сказки из сибирской действительности». Томск, 1902 (сборник статей).
- Статьи Кона публиковались в сибирских газетах: «Восточное обозрение», «Сибирская газета», «Сибирская жизнь», «Степной край».
- Кон Ф. Западная Белоруссия - колония панской Польши. — М.: Издательство ЦК МОПР СССР, 1928. — 38 с.
- Кон Ф.Я. Суд над партией Пролетариат: (К 45-летию). — М.; Л.: Московский рабочий, 1931. — 78 с.
- Кон Ф. Под знаменем революции. — М.: Детская литература, 1970.

## Награды
- Золотая медаль Общества любителей естествознания, антропологии и этнографии присуждённая в 1903 году.